# Гипомания
Гипома́ния (греч. ὑπο — «под», «ниже» + греч. μανία — «мания») — состояние, сходное с манией, но менее тяжёлое в своих проявлениях. «Лёгкая степень мании». Для неё характерно лёгкое, постоянно приподнятое настроение (иногда оно сопровождается раздражительностью, гневливостью), которое продолжается на протяжении по крайней мере нескольких дней, а также чувство благополучия, физической и умственной производительности, повышенная энергичность и активность.
От мании она отличается отсутствием психотических симптомов и тем, что в меньшей степени нарушает (иногда даже повышает) работоспособность и социальную адаптацию. Гипомания чаще всего возникает как стадия (так называемая фаза) биполярного расстройства, но гипоманиакальные состояния могут возникать и в других случаях, в частности, при органических заболеваниях нервной системы, при гипертиреозе, при интоксикации некоторыми психотропными веществами или как побочное действие лекарственных препаратов (например, антидепрессантов).

## Формальное определение согласно критериям МКБ-10
- Повышенное или раздражительное настроение, которое является явно ненормальным для данного индивидуума и сохраняется по меньшей мере 4 дня подряд.
- Должны быть представлены минимум три симптома из числа следующих, что сказывается на личностном функционировании в повседневной жизни:
  - повышенная активность или физическое беспокойство;
  - повышенная говорливость;
  - затруднения в сосредоточении внимания или отвлекаемость;
  - сниженная потребность во сне;
  - повышение сексуальной энергии;
  - небольшие кутежи или другие типы безрассудного или безответственного поведения;
  - повышенная общительность или фамильярность.

## Неформальное определение
Гипомания — лёгкая, стёртая форма мании, протекающая без выраженного возбуждения, без резкой дезорганизации поведения и/или нарушения социального функционирования индивида, без симптомов психоза, таких как бред величия, галлюцинации.

## Диагностика
Для диагностики гипомании возможно использование валидизированной шкалы HCL-32.